# 셰이크 자말 DC
셰이크 자말 DC는 방글라데시의 축구단이다. 현재 방글라데시 프리미어리그에 참가하고 있다.

## 우승
- 방글라데시 프리미어리그: 2010–11, 2013–14, 2014–15
- 방글라데시 페더레이션컵: 2011–12, 2013–14, 2014–15
- 부다 수바 골드컵 (네팔): 2002
- 포카라컵 (네팔): 2011
- 부탄 킹스컵: 2014

## 선수 명단

### 현역
참고: FIFA 자격 규정에 따라 소속된 국가대표팀 국기를 표시합니다. 선수는 복수의 FIFA 비회원국 국적을 가지고 있을 수 있습니다.
| 번호 | 포지션 | 국적         | 이름                |
| ---- | ------ | ------------ | ------------------- |
| 10   | MF     |              | 이고르 레이트       |
| 11   | FW     | 방글라데시   | 사자드 호사인       |
| 16   | MF     | 우즈베키스탄 | 샤흐조드 샤이마노프 |
| 17   | FW     | 방글라데시   | 포이살 아메드 파힘  |

| 번호 | 포지션 | 국적 | 이름 |
| ---- | ------ | ---- | ---- |

### 역대
틀:셰이크 자말 DC 선수 명단